# Les Cent Mille Royaumes
Les Cent Mille Royaumes (titre original : The Hundred Thousand Kingdoms) est un roman de fantasy de l'écrivaine américaine N. K. Jemisin publié en 2010 et traduit en français la même année. Il s'agit du premier tome de la Trilogie de l'héritage poursuivi par Les Royaumes déchus et Le Royaume des dieux.
Ce roman a reçu le prix Locus du meilleur premier roman en 2011.

## Éditions
- The Hundred Thousand Kingdoms, Orbit, 25 février 2010, 398 p.  (ISBN 0316043915)
- Les Cent Mille Royaumes, Orbit, 3 novembre 2010, trad. Alexandra Maillard, 330 p.  (ISBN 978-2360510238)
- Les Cent Mille Royaumes, Le Livre de poche, coll. « Orbit » no 32700, 12 septembre 2012, trad. Alexandra Maillard, 456 p.  (ISBN 978-2253134893)